# Alfred Edward Chalon

Noia llegint una carta

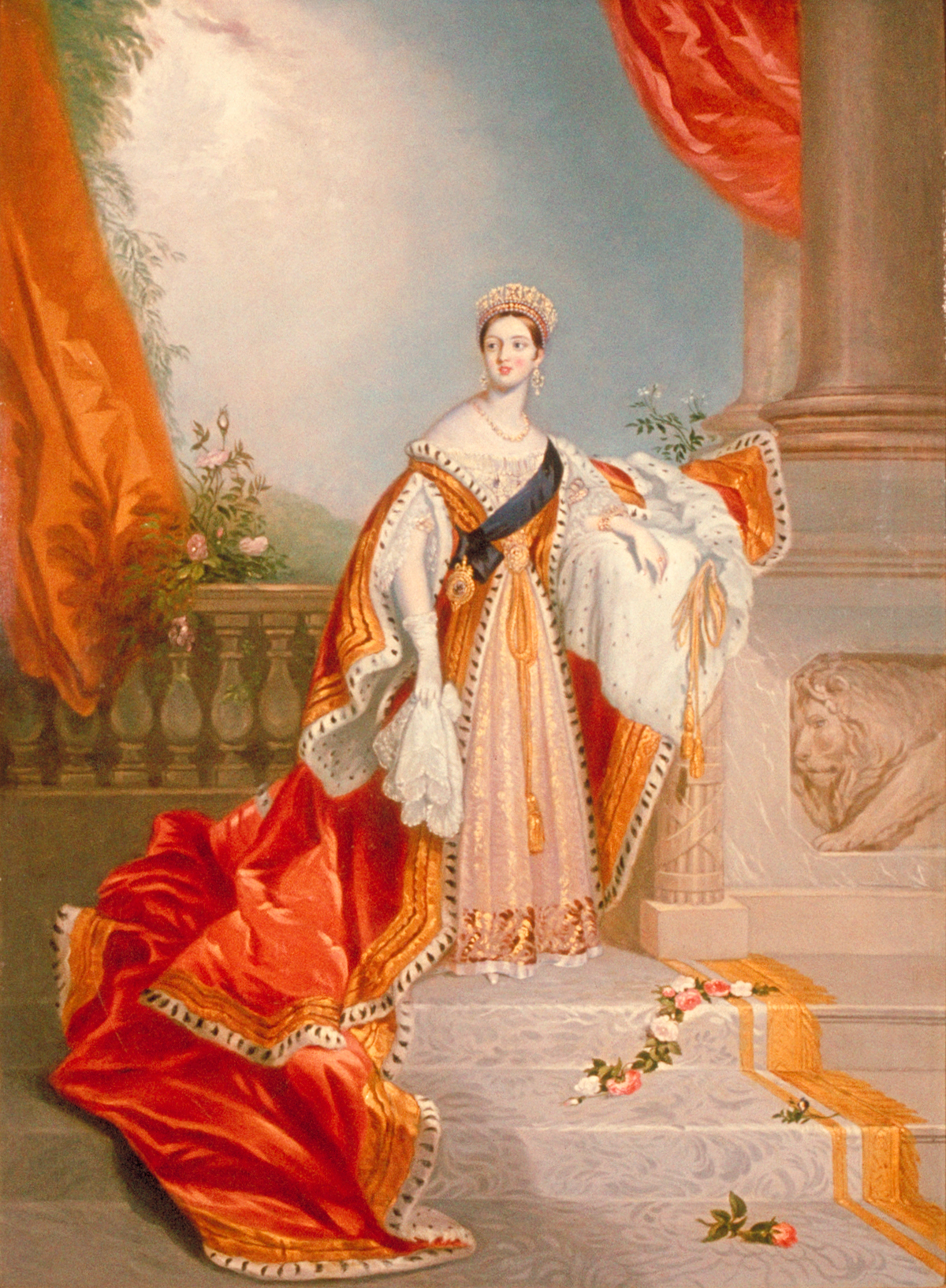
Reina Victoria

Alfred Edward Chalon (Ginebra, 15 de febrer de 1780 - Kensington, Londres, 3 d'octubre de 1860) fou un pintor suís de retrats. Va viure a Londres on va ser pintor de retrats d'aquarel·la per la Reina Victoria.
Alfred Chalon va néixer a Ginebra. El seu pare va ser contractat com a professor a la Reial Acadèmia Militar de Sandhurst, a Anglaterra. Alfred va entrar a la Reial Acadèmia el 1797 on es convertí en artista, juntament amb el seu germà John James Chalon (1778-1854). Es va unir a l'Associació d'Artistes de Water Colours, un grup de aquarellistes, i en l'Acadèmia va ser elegit com a associat (ARA) el 1812, i després com a acadèmic (RA) el 1816.
Conegut pels seus retrats de l'alta societat de Londres, va ser escollit per la Reina Victoria per pintar un regal a la seva mare, Victòria de Saxònia-Coburg Saalfeld: Victòria amb la túnica de l'Estat anant a la Cambra dels Lords pel seu primer acte oficial, la pròrroga del Parlament, el 17 juliol de 1837. Després d'aquest treball, Chalon va ser nomenat pintor de retrats d'aquarel·la de Sa Majestat i va aconseguir certa celebritat. El seu retrat de 1837 fou gravat per Samuel Cosins i distribuït al públic el dia de la coronació de Victoria, el 28 juny de 1838. Llavors, a partir de 1851, el cap de Chalon va aparèixer en alguns segells de correus de les colònies britàniques. Alfred va morir el 1860 a Campden Hill, Kensington, London.